# .wf
A .wf Wallis és Futuna internetes legfelső szintű tartomány kódja, melyet 1997-ben hoztak létre.